# Kubok Rossii 2001-2002
La Coppa di Russia 2001-2002 (in russo Кубок России?, Kubok Rossii) è stata la 10ª edizione del principale torneo a eliminazione diretta del calcio russo. Il torneo è iniziato il 24 marzo 2001 ed è terminato il 12 maggio 2002, con la finale giocata allo Stadio Lužniki di Mosca. Il CSKA Mosca ha vinto la Coppa, la prima della sua storia, battendo in finale lo Zenit San Pietroburgo.

## Formula
La Coppa si dipanava su nove turni, tutti disputati in gara unica: in caso di parità al termine dei novanta minuti venivano disputati i tempi supplementari; in caso di ulteriore parità venivano effettuati i tiri di rigore.
I primi tre turni videro coinvolti esclusivamente squadre di Vtoroj divizion 2001.
Le formazioni di Pervyj divizion 2001 entrarono in scena al quarto turno.
Le sedici squadre della Vysšaja Divizion 2001, invece, entrarono in gioco nel quinto turno (i sedicesimi di finale), giocando tutte fuori casa.

## Primo turno
Le partite furono disputate tra il 24 marzo e il 25 aprile 2001.
A questo turno parteciparono solo le squadre della Vtoroj divizion 2001.
| Squadra 1                         | Risultato       | Squadra 2                      |
| --------------------------------- | --------------- | ------------------------------ |
| Sudostroitel' Astrachan'          | 1 – 2           | Dinamo Machačkala              |
| Mozdok                            | 3 – 1           | Avtodor Vladikavkaz            |
| Krasnodar-2000                    | 2 – 0           | Slavyansk Slavyansk-na-Kubani  |
| Družba Majkop                     | 0 – 1           | Žemčužina-Soči                 |
| Angušt Nazran'                    | 0 – 1           | Terek Groznyj                  |
| Venets Gulkevichi                 | 3 – 0           | Lokomotiv-Tajm                 |
| Spartak-Kavkaztransgaz Izobil'nyj | 2 – 1           | Dinamo Stavropol'              |
| Spartak Anapa                     | 1 – 2           | Vitjaz' Krymsk                 |
| SKA Rostov                        | 3 – 2           | Šachtër Šachty                 |
| Nart Nartkala                     | 1 – 0 (dts)     | Kavkazkabel' Prochladnyj       |
| Biokhimik-Mordovia Saransk        | 0 – 2           | Svetotechnika Saransk          |
| Тorpedo-Viktorija                 | 1 – 1 (4-2 dcr) | Torpedo Pavlovo                |
| Spartak Joškar-Ola                | 0 – 1           | Ėlektronika Nižnij Novgorod    |
| Sibur-Khimik Dzerzhinsk           | 0 – 1           | Metallurg Vyksa                |
| Olimpija Volgograd                | 2 – 1           | Torpedo Volžskij               |
| Khoper Balashov                   | 1 – 0           | Balakovo                       |
| Iskra Ėngel's                     | 2 – 0           | Saljut Belgorod                |
| Diana Volzhsk                     | 1 – 1 (4-5 dcr) | Lada-Energija                  |
| Spartak Tambov                    | 3 – 1           | Metallurg Lipeck               |
| Dinamo-SPb                        | 2 – 1 (dts)     | Svetogorec                     |
| Vitjaz' Podol'sk                  | 2 – 1 (dts)     | Don Novomoskovsk               |
| Sportakademklub                   | 5 – 1           | Oazis Yartsevo                 |
| Spartak-Telekom Šuja              | 3 – 1           | Spartak Kostroma               |
| Spartak Luchovicy                 | 0 – 0 (1-3 dcr) | Agrokomplekt Ryazan            |
| Pskov-2000                        | 2 – 0           | Kriviči Velikie Luki           |
| Neftjanik Jaroslavl'              | 1 – 2           | Dinamo Vologda                 |
| Mosėnergo                         | 3 – 0           | Spartak Ščëlkovo               |
| Lotto-MKM Mosca                   | 1 – 0           | Nika Mosca                     |
| Lokomotiv Liski                   | 1 – 0           | Elec                           |
| Kosmos Ėlektrostal'               | 0 – 1           | Spartak-Orechovo               |
| Rybinsk                           | 0 – 2           | Severstal' Čerepovec           |
| Orël                              | 0 – 0 (4-1 dcr) | Dinamo Brjansk                 |
| Krasnoznamensk                    | 1 – 2           | Titan Reutov                   |
| Fabus Bronnicy                    | 2 – 1           | Kolomna                        |
| Avangard Kursk                    | 1 – 1 (3-4 dcr) | Saljut-Ėnergija                |
| Arsenal-2 Tula                    | 0 – 2           | Lokomotiv Kaluga               |
| Avtomobilist Noginsk              | 1 – 2 (dts)     | Torpedo Vladimir               |
| Lokomotiv S.P.                    | 0 – 0 (4-3 dcr) | Voločanin-89                   |
| Zenit Čeljabinsk                  | 3 – 1           | Uralec-TS Nižnij Tagil         |
| Uralmaš                           | 2 – 0           | Berezniki                      |
| UralAZ Miass                      | 3 – 0           | Spartak Kurgan                 |
| Sodovik                           | 2 – 1           | Metallurg-Metiznik             |
| Sibirjak Bratsk                   | 0 – 1           | Chkalovets-Olimpik Novosibirsk |
| Selenga                           | 1 – 2 (dts)     | Zvezda Irkutsk                 |
| Okean                             | 1 – 0           | Luč Vladivostok                |
| Kuzbass-Dinamo                    | 3 – 0           | Šachtër Prokop'evsk            |
| Gazovik Orenburg                  | 0 – 1           | Nosta Novotroick               |
| Tjumen'                           | 1 – 0           | Irtyš Omsk                     |
| Ėnergija Čajkovskij               | 0 – 1           | Dinamo Iževsk                  |
| Dinamo Perm                       | 1 – 3           | Dinamo-Mašinostroitel          |
| Dinamo Barnaul                    | 1 – 0           | Metallurg-ZAPSIB               |
| Čkalovec-1936                     | 2 – 0           | Dinamo Omsk                    |
| Amur Blagoveščensk                | 0 – 1           | SKA-Ėnergija                   |
| KAMAZ                             | 2 – 0           | Alnas                          |

## Secondo turno
Le partite furono disputate tra il 6 aprile e il 16 maggio 2001.
A questo turno presero parte le vincitrici del turno precedente e Volga Ulyanovsk ed Energetik Uren della Vtoroj divizion 2001.
| Squadra 1                      | Risultato       | Squadra 2                         |
| ------------------------------ | --------------- | --------------------------------- |
| Vitjaz' Krymsk                 | 0 – 0 (5-4 dcr) | Žemčužina-Soči                    |
| Venets Gulkevichi              | 2 – 1           | Mozdok                            |
| Terek Groznyj                  | 2 – 0           | Nart Nartkala                     |
| SKA Rostov                     | 3 – 2           | Krasnodar-2000                    |
| Dinamo Machačkala              | 1 – 2           | Spartak-Kavkaztransgaz Izobil'nyj |
| Volga Ul'janovsk               | 1 – 0           | Khoper Balashov                   |
| Svetotechnika Saransk          | 4 – 0           | Lada-Energija                     |
| Metallurg Vyksa                | 2 – 0           | Тorpedo-Viktorija                 |
| Iskra Ėngel's                  | 1 – 0           | Olimpija Volgograd                |
| Ėlektronika Nižnij Novgorod    | 1 – 1 (5-6 dcr) | Ėnergetik Uren'                   |
| Lotto-MKM Mosca                | 0 – 1           | Mosėnergo                         |
| Titan Reutov                   | 2 – 0           | Vitjaz' Podol'sk                  |
| Sportakademklub                | 1 – 1 (4-5 dcr) | Pskov-2000                        |
| Spartak-Orechovo               | 0 – 1 (dts)     | Fabus Bronnicy                    |
| Severstal' Čerepovec           | 0 – 0 (3-5 dcr) | Dinamo Vologda                    |
| Saljut-Ėnergija                | 2 – 1           | Agrokomplekt Ryazan               |
| Lokomotiv Liski                | 1 – 0           | Spartak Tambov                    |
| Lokomotiv Kaluga               | 1 – 0           | Orël                              |
| Dinamo-SPb                     | 1 – 0           | Lokomotiv S.P.                    |
| Torpedo Vladimir               | 1 – 2           | Spartak-Telekom Šuja              |
| Zenit Čeljabinsk               | 0 – 1 (dts)     | UralAZ Miass                      |
| SKA-Ėnergija                   | 0 – 1           | Okean                             |
| Nosta Novotroick               | 1 – 0           | Sodovik                           |
| Tjumen'                        | 5 – 1           | Čkalovec-1936                     |
| Dinamo-Mašinostroitel          | 0 – 1           | Uralmaš                           |
| Dinamo Iževsk                  | 1 – 4 (dts)     | KAMAZ                             |
| Dinamo Barnaul                 | 2 – 0           | Kuzbass-Dinamo                    |
| Chkalovets-Olimpik Novosibirsk | 2 – 1           | Zvezda Irkutsk                    |

## Terzo turno
Le partite furono disputate tra il 5 e il 10 maggio 2001.
Vi parteciparono le 28 squadre promosse del turno precedente.
| Squadra 1                         | Risultato       | Squadra 2            |
| --------------------------------- | --------------- | -------------------- |
| Chkalovets-Olimpik Novosibirsk    | 4 – 1           | Okean                |
| UralAZ Miass                      | 1 – 1 (2-4 dcr) | Nosta Novotroick     |
| KAMAZ                             | 5 – 1           | Uralmaš              |
| Tjumen'                           | 3 – 1           | Dinamo Barnaul       |
| Vitjaz' Krymsk                    | 2 – 0           | SKA Rostov           |
| Terek Groznyj                     | 3 – 5           | Venets Gulkevichi    |
| Svetotechnika Saransk             | 1 – 0           | Volga Ul'janovsk     |
| Spartak-Kavkaztransgaz Izobil'nyj | 3 – 1 (dts)     | Iskra Ėngel's        |
| Ėnergetik Uren'                   | 3 – 2           | Metallurg Vyksa      |
| Titan Reutov                      | 0 – 1 (dts)     | Mosėnergo            |
| Saljut-Ėnergija                   | 2 – 0           | Lokomotiv Liski      |
| Pskov-2000                        | 2 – 2 (3-1 dcr) | Dinamo-SPb           |
| Lokomotiv Kaluga                  | 3 – 1 (dts)     | Fabus Bronnicy       |
| Dinamo Vologda                    | 1 – 0           | Spartak-Telekom Šuja |

## Quarto turno
Le partite furono disputate il 30 giugno 2001.
A questo turno presero parte le 14 promosse dal turno precedente e le 18 squadre iscritte alla Pervyj divizion 2001.
| Squadra 1                         | Risultato       | Squadra 2                       |
| --------------------------------- | --------------- | ------------------------------- |
| Venec Gul'keviči                  | 0 – 1           | Uralan                          |
| Spartak-Kavkaztransgaz Izobil'nyj | 0 – 1           | Rubin                           |
| Saljut-Ėnergija                   | 1 – 0           | Volgar'-Gazprom                 |
| Pskov-2000                        | 0 – 2           | Chimki                          |
| Nosta Novotroick                  | 3 – 3 (4-3 dcr) | Novosibirsk-Olimpik Novosibirsk |
| Mosėnergo                         | 2 – 3           | Šinnik                          |
| Metallurg Krasnojarsk             | 2 – 3           | Amkar Perm'                     |
| Lokomotiv Kaluga                  | 1 – 0           | Vitjaz' Krymsk                  |
| Lokomotiv Čita                    | 1 – 2           | Gazovik-Gazprom                 |
| Lada Togliatti                    | 4 – 1           | Lokokomtiv Nižnij Novg.         |
| Kuban'                            | 1 – 0           | Spartak Nal'čik                 |
| KAMAZ                             | 0 – 0 (4-5 dcr) | Svetotechnika Saransk           |
| Tjumen'                           | 0 – 1           | Tom' Tomsk                      |
| Ėnergetik Uren'                   | 1 – 2           | Neftechimik                     |
| Dinamo Vologda                    | 1 – 2           | Kristall Smolensk               |
| Arsenal Tula                      | 1 – 0           | Baltika                         |

## Sedicesimi di finale
Le partite furono disputate tra il 21 agosto e il 20 ottobre 2001. A questo turno parteciparono le 16 squadre promosse dal turno precedente e le rimanenti 16 squadre militanti nella Vysšaja Divizion 2001; queste ultime giocarono tutte fuori casa.
| Squadra 1             | Risultato       | Squadra 2               |
| --------------------- | --------------- | ----------------------- |
| Šinnik                | 1 – 0           | Spartak Mosca           |
| Chimki                | 2 – 2 (2-4 dcr) | Anži                    |
| Neftechimik           | 0 – 3           | Torpedo-ZIL             |
| Kuban'                | 2 – 0           | Černomorec Novorossijsk |
| Gazovik-Gazprom       | 3 – 1           | Rotor                   |
| Kristall Smolensk     | 2 – 3           | Dinamo Mosca            |
| Amkar Perm'           | 3 – 0           | Torpedo Mosca           |
| Svetotechnika Saransk | 0 – 2           | CSKA Mosca              |
| Lada Togliatti        | 2 – 1           | Alanija Vladikavkaz     |
| Nosta Novotroick      | 3 – 2           | Rostsel'maš             |
| Lokomotiv Kaluga      | 0 – 3           | Zenit San Pietroburgo   |
| Saljut-Ėnergija       | 0 – 2           | Kryl'ja Sovetov Samara  |
| Tom' Tomsk            | 0 – 1           | Sokol Saratov           |
| Rubin                 | 1 – 0           | Fakel Voronež           |
| Arsenal Tula          | 0 – 2 (dts)     | Saturn                  |
| Uralan                | 2 – 1           | Lokomotiv Mosca         |

## Ottavi di finale
Le partite furono disputate tra il 22 settembre e il 4 novembre 2001.
| Squadra 1              | Risultato       | Squadra 2        |
| ---------------------- | --------------- | ---------------- |
| Zenit San Pietroburgo  | 3 – 2           | Kuban'           |
| Dinamo Mosca           | 5 – 0           | Anži             |
| Saturn                 | 0 – 0 (5-4 dcr) | Šinnik           |
| Amkar Perm'            | 4 – 1           | Nosta Novotroick |
| Sokol Saratov          | 2 – 1           | Gazovik-Gazprom  |
| CSKA Mosca             | 2 – 1           | Rubin            |
| Torpedo-ZIL            | 0 – 0 (4-2 dcr) | Lada Togliatti   |
| Kryl'ja Sovetov Samara | 1 – 0           | Uralan           |

## Quarti di finale
Le partite furono disputate il 3 aprile 2002.
| Squadra 1             | Risultato   | Squadra 2              |
| --------------------- | ----------- | ---------------------- |
| Zenit San Pietroburgo | 1 – 0 (dts) | Kryl'ja Sovetov Samara |
| Torpedo-ZIL           | 0 – 1       | CSKA Mosca             |
| Sokol Saratov         | 1 – 2       | Amkar Perm'            |
| Dinamo Mosca          | 0 – 3       | Saturn-REN TV          |

## Semifinali
Le partite furono disputate il 25 aprile 2002.
| Squadra 1     | Risultato   | Squadra 2             |
| ------------- | ----------- | --------------------- |
| Saturn-REN TV | 0 – 1 (dts) | Zenit San Pietroburgo |
| CSKA Mosca    | 2 – 1       | Amkar Perm'           |

## Finale
| Mosca 12 maggio 2002                                          | CSKA Mosca | 2 – 0 | Zenit San Pietroburgo | Stadio Lužniki (48000 spett.) |
| \| \| \| \| \| Solomatin 30’ Janovskij 52’ \| Marcatori \| \| |            |       |                       |                               |
|                                                               |            |       |                       |                               |
| Solomatin 30’ Janovskij 52’                                   | Marcatori  |       |                       |                               |